# Physocephala australiana
Physocephala australiana är en tvåvingeart som beskrevs av Camras 1961. Physocephala australiana ingår i släktet Physocephala och familjen stekelflugor. Inga underarter finns listade i Catalogue of Life.